# Хомайер, Пауль
Пауль Хомайер (нем. Paul Homeyer; 26 октября 1853, Остероде — 27 июля 1908, Лейпциг) — немецкий органист.

## Биография
Племянник Йозефа Марии Хомайера, отец и дед также были органистами. Получил первоначальное музыкальное образование в семье. Окончил гимназию в Хильдесхайме, затем учился в Лейпцигской консерватории у Саломона Ядассона и Роберта Папперица.
C 1881 г. участвовал в концертах оркестра под управлением Карла Риделя, в 1884 г. дебютировал как органист в Гевандхаусе, с 1885 г. сам преподавал в Лейпцигской консерватории, с 1903 г. профессор (среди его учеников наибольшее влияние своего наставника испытал Зигфрид Карг-Элерт). Гастролировал по различным городам Германии, Австрии, Италии; выступление Хомайера в Карлсруэ в 1883 году получило высокую оценку Ференца Листа. Подготовил четырёхтомное издание избранных органных сочинений Иоганна Себастьяна Баха, которое позднейший специалист квалифицировал как «старомодное» (англ. antiquated).